# لوئیچه
لوئیچه (انگلیسی: Luiche؛ زادهٔ ۲۰ اوت ۱۹۴۱) بازیکن فوتبال است.